# Персонифицированная марка

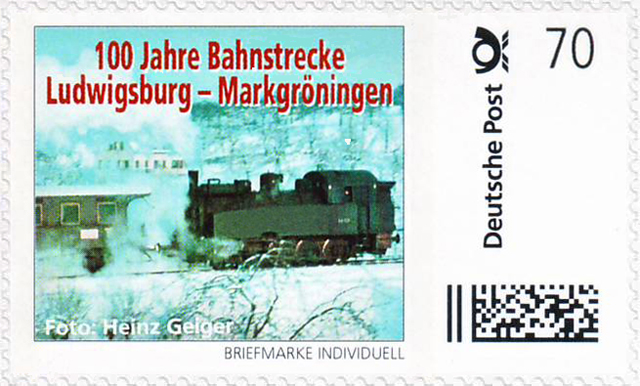
Персонифицированная марка Германии

Персонифицированная марка (англ. personalized stamp) — почтовая марка с присоединённой слева виньеткой (или без нее), на которую за определенную плату может быть помещено изображение и (или) текст по выбору покупателя. Такие марки варьируются от страны к стране, и хотя некоторые из них представляют собой обычные почтовые марки с персонализированной виньеткой слева, разделенной перфорацией, в других странах такие марки правильнее будет считать одиночными персонифицированными франкотипами с красочным рисунком рядом со знаком почтовой оплаты. Марки, выпускавшиеся компанией Zazzle.com в США, например, были одиночными, самоклеящимися с высеченными полями для имитации зубцовки и визуально были очень похожи на обычные почтовые марки США, за исключением добавления двухмерного штрихкода знака почтовой оплаты с одной стороны. Кроме того, рядом со штрихкодом знака почтовой оплаты отображался числовой серийный номер.

## Применение
Примеры, приводимые почтовыми администрациями, которые предлагают эту услугу, обычно изображают членов семьи, домашних животных или другие не вызывающие споров предметы, но пользователи быстро поняли, что они могут разместить практически любое изображение на этом месте. Например, были попытки распространять информацию о пропавших без вести, продвигать политические идеи, такие как независимость тамилов, или размещать на марках изображения преступников и других неоднозначных личностей. Правила большинства стран обычно запрещают такое, однако производители марок могут пропустить попытку обойти правила, особенно когда не очевидно, кто или что изображено, или что изображение имеет какое-либо политическое или другое значение.

## Австрия
Почтовая служба Австрии разрешила персонификацию почтовых марок. В Австрии теперь также можно изменять номинал персонифицированных почтовых марок.

## Бутан
Почта Бутана выпустила первые персонифицированные марки в 2008 году. Марки были выпущены малыми листами по 12 марок с большой иллюстрацией слева, посвящённой бутанскому выпуску. Каждая марка заключена в рамку, в центре которой имеется пустое место для личной фотографии или логотипа компании. В 2019 году был выпущен десятый лист персонифицированных марок. Персонифицированные марки пользуются особой популярностью у туристов.

## Индия
My Stamp — торговая марка персонифицированных марок Почты Индии.

## Индонезия

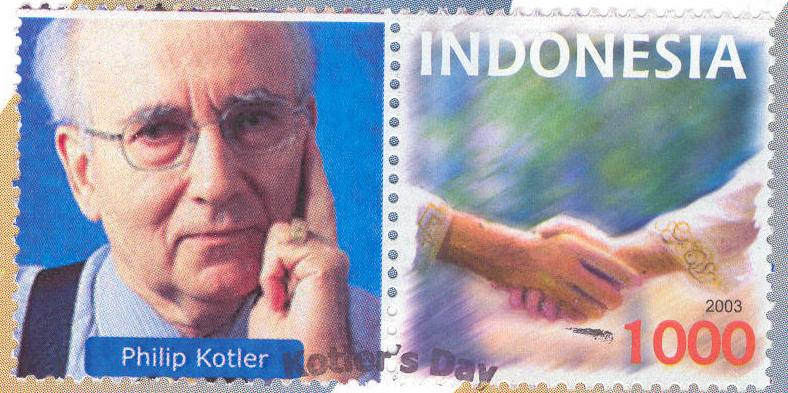
Пример марки Prisma

Персонифицированные марки или Prisma (Prangko Identitas Milik Anda — Ваша личная марка, но также индонезийский термин для обозначения призмы) были выпущены в Индонезии в 2003 году. Не всякие изображения могут быть отображены на марке Prisma. В инструкции говорилось, что на марке Prisma допускается только следующее: изображение лица одного или нескольких человек, надписи или подписи, логотип / символ / слоганы, изображение, сделанное другими людьми, реклама товара или услуги.

## Мальта
MaltaPost ввела в обращение персонифицированные марки в 2005 году. Они представляют собой персонифицированные виньетки, соединённые с почтовой маркой, при этом MaltaPost продолжает предлагать эту услугу по состоянию на 2020 год.

## Нидерланды
PostNL предоставляет возможность выпускать персонифицированные марки. Свободное место посередине марки можно использовать для личной фотографии, рисунка, логотипа компании и т. д. Клиент может выбрать один из нескольких номиналов (внутренний тариф, международный тариф или специальный декабрьский тариф).

## Великобритания
Королевская почта разрешила персонифицировать виньетки, соединённые с почтовыми марками. Марки изготавливаются малыми листами, известными как «лист с улыбками».

## США

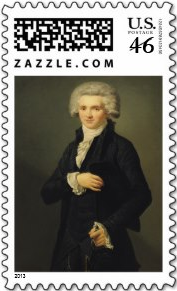
Персонифицированая марка, предоставленная Zazzle.com

В США персонифицированные марки, также известные как индивидуальные почтовые марки, технически представляют собой вид франкотипов и регулируются Почтовой службой США. Как «вид франкотипов» («a form of meter labels»), их гашение для почтовых целей не предполагается («не требуется»). Вместо этого сканирующая машина в почтовом отделении должна просканировать и аннулировать почтовый номинал такой персонифицированной марки. В филателистических целях разрешено штемпелевание персонифицированной марки, и это не причиняет вреда для Почтовой службы США. Фактически, видимый почтовый штемпель является дополнительной защитой доходов Почтовой службы США, поскольку персонифицированная марка, погашенная почтовым штемпелем, с гораздо меньшей вероятностью будет повторно наклеена на почтовое отправление для ещё одной пересылки. Хотя клиенты могли обнаружить, что персонифицированные почтовые марки имеются в ряде розничных и онлайн-магазинов, Почтовая служба США уполномочила разные компании отвечать за отдельные аспекты этой программы.
- Поставщики, в том числе Pitney Bowes, Endicia и Stamps.com, имели право генерировать, передавать и печатать штрих-коды знаков почтовой оплаты, обеспечивать соответствие изображений стандартам Почтовой службы США, рекламировать и продавать персонифицированные почтовые марки и выполнять заказы клиентов.
- Партнеры, такие как Zazzle, могли утверждать изображения, рекламировать, продавать и выполнять заказы, но они должны были быть связаны с авторизованным поставщиком, который создавал знаки почтовой оплаты с использованием одобренной системы подтверждения почтовых сборов.
- Аффилированные лица, такие как Fuji, могли рекламировать, продавать и выполнять заказы, но не были уполномочены утверждать изображения или печатать знаки почтовой оплаты и должны были быть связаны с авторизованным поставщиком, который создавал знаки почтовой оплаты с использованием одобренной системы подтверждения почтовых сборов.

Pitney Bowes, Stamps.com, Zazzle.com и Fuji предлагали одобренные Почтовой службой США персонифицированные почтовые марки через Stamp Expressions, PhotoStamps и ZazzleStamps и Yourstamps.com соответственно.
Клиенты и компании также могли печатать свои собственные почтовые марки с помощью небольшого специального принтера, такого как принтер Pitney Bowes Stamp Expressions Printer. Последние инновации включали почтовые киоски, где клиенты могли загрузить изображение в местном магазине. В июне 2020 года Почтовая служба США остановила программу персонифицированных почтовых сборов (персонифицированных марок) у всех своих официально лицензированных поставщиков. Любой, кто хочет создать персонифицированную марку, может сделать это примерно в 60 других странах, но не в США или Великобритании.

### Выбор изображений
Хотя большинством почтовых правил допускается исключение «нежелательных» изображений на почтовых марках, в 2004 году The Smoking Gun удалось создать персонифицированные марки с изображением Розенбергов, Джимми Хоффы, Теда Качински, платья Моники Левински, Слободана Милошевича и Николае Чаушеску, используя услугу, предлагаемую сайтом stamps.com. Впоследствии фирма пересмотрела свою политику.

### Марки для охотников
В 2006 году Эд Оуэнс из консалтинговой группы REACT Consulting Group, лоббирующей интересы Hunters Heritage Council, пожаловался генеральному почтмейстеру США, когда компания Zazzle.com отказалась создать персонифицированную марку, рекламирующую охотников как защитников природы. На марке должны были быть надписи «$1.7 Billion for Conservation Annually» («1,7 миллиарда долларов на охрану природы ежегодно») и «Sportsmen… America’s First Conservationists» («Спортсмены. . . Первые защитники природы Америки»). В создании марки было отказано, потому что, по словам Zazzle, она «включает в себя материалы, которые преимущественно носят идеологический или политический характер». REACT Consulting сослалась на марки, созданные для Общества защиты животных США (HSUS), которые, по её словам, также носили идеологический и политический характер, но которые были приняты к изготовлению. Zazzle в конце концов отозвала марки HSUS.